# Ђилера (Сондрио)
Ђилера је насеље у Италији у округу Сондрио, региону Ломбардија.
Према процени из 2011. у насељу је живело 39 становника. Насеље се налази на надморској висини од 659 м.